# 竹寮取水站
竹寮取水站，原名打狗水道唧筒室，位於中華民國高雄市大樹區竹寮里的高屏溪右岸，是高雄水道的一部分，在高屏溪鐵橋上游約500米處，於1911年6月動工，戰後以台湾自来水公司竹寮取水站之名營運:101，1998年12月31日公告為高雄縣縣定古蹟。2012年對周邊地區進行綠化並改善自行車道。竹寮取水站以日治時期受西方現代主義建築影響的中西兼收并蓄風格為特徵，大致分為四個部分：操作室（泵房和變電室）、辦公室、機房、服務室（倉庫、衛生間）:63-67。